# Оржановський Вячеслав Феофілович
Оржановський Вячеслав Феофілович (1890, Харків, Харківська губернія, Російська імперія — ?) — начальник штабу дивізії Дієвої Армії УНР.

## Біографія
Народився у місті Харків. 
Закінчив Чугуївське військове училище (у 1909 році), вийшов підпоручиком до 151-го піхотного П'ятигорського полку (місто Ковель). Закінчив один курс Академії Генерального штабу (у 1917 році). У 1917 році — в. о. штаб-старшини для доручень штабу 6-го Кавказького корпусу. Останнє звання у російській армії — підполковник (за бойові заслуги).
З 15 жовтня 1918 року — начальник муштрово-мобілізаційного відділу штабу 14-ї пішої дивізії Армії Української Держави. З листопада 1918 року — начальник штабу 14-ї пішої дивізії військ Директорії. З 4 березня 1919 року — начальник штабу 19-ї пішої Дієвої дивізії Дієвої Армії УНР. 7 травня 1919 року був переведений до резерву старшин Дієвої Армії УНР.
Восени 1919 року перейшов до Збройних Сил Півдня Росії. Відповідальних посад не займав.
У 1922 році, перебуваючи в еміграції, підписав звернення до білоемігрантів про повернення до Радянської Росії. 
Подальша доля невідома.